# Piá (voleibolista)
 Silmar Antônio de Almeida (Boa Vista da Aparecida , 6 de outubro de 1986) é um voleibolista indoor brasileiro , atuante na posição de Ponta, com marca de alcance no ataque de 336 cm e 315 cm no bloqueio  que nas categorias de base da Seleção Brasileira conquistou medalhas, sendo na categoria infanto-juvenil medalhista de ouro no Campeonato Mundial de 2003 na Tailândia e já atuando na categoria juvenil foi ouro no Campeonato Sul-Americano de 2004 realizado no Chile e prata no Campeonato Mundial de 2005 na Índia

## Carreira
Este paranaense ingressou em 2001 nas categorias de base do E.C.Banespa permanecendo até 2007.Nesse clube, obteve o vice-campeonato paulista na categoria infantojuvenil e obteve o título paulista no mesmo ano na categoria infantil.
Durante sua passagem por este clube serviu na categoria infantojuvenil a Seleção Brasileira, ocasião que disputou o Campeonato Mundial  de 2003  realizado em  Suphan Buri (província), na Tailândia, conquistando o ouro na edição.Foi vice-campeão do Campeonato Paulista de 2002, categoria infantojuvenil, atuando pelo Banespa.Na categoria juvenil foi campeão do Campeonato Paulista de 2003 pelo Banespa e no mesmo ano obteve o título do Campeonato Brasileiro  de seleções, representando a Seleção Paulista na categoria infantojuvenil da divisão especial, edição realizada em Fortaleza (Ceará).
No referido Mundial, vestindo a camisa#15 foi o maior pontuador do jogo contribuiu com 11 pontos na semifinal para classificar o Brasil para grande final  e na final fez 10 pontos  conquistando o ouro encerrou na trigésima oitava colocação entre os Maiores Pontuadores, efetuando 29 pontos em toda competição, além de ser o décimo quinto Melhor Sacador da edição.
Em 2004 foi convocado para seleção brasileira e  na categoria juvenil disputou o Campeonato Sul-Americano sediado em Santiago-Chile, sagrando-se campeão nesta edição qualificando  o país para o mundial da categoria no ano seguinte.Atuou na categoria adulto pelo Banespa/Mastercard no Campeonato Paulista de 2004 obtendo o título da competição, além do ouro nos Jogos Abertos do Interior , sediado em Barretos e no Grand Prix  de 2004.Defendeu o Banespa/Mastercard em sua primeira edição de Superliga Brasileira  A, referente a temporada 2004-05, conquistando o título nesta edição, registrou 17 pontos, sendo catorze de ataques e sete de bloqueios.
O técnico Marcos Lerbach o convocou em 2005 e compôs o  selecionado brasileiro  que disputaria o Mundial Juvenil de Visakhapatnam, na Índia, mas antes, em preparação para esta competição, Piá disputou a Copa Internacional Banco do Brasil de Vôlei Masculino. No referido  Campeonato Mundial Juvenil  contribuiu com a equipe que avançou a grande final, mas terminou com a  medalha de prata ao perdendo de  3x0 (30-28, 25-18 e 25-23) para representação russa, vestindo a camisa#15 Piá fez 60 pontos em toda competição, ficou em vigésimo terceiro lugar entres os maiores pontuadores e ainda figurou nos demais fundamentos:sendo décimo terceiro Melhor Atacante, vigésimo sétimo entre os melhores bloqueadores,trigésimo quinto entres os atletas com melhor saque,e foi o jogador que ocupou a décima quinta posição entre os que teve melhor recepção, e foi também o vigésimo nono Melhor Defensor.
Pelo Banespa/São Bernardo foi quarto lugar na Superliga Brasileira A 2005-06, ainda conquistou o ouro nos Jogos Abertos do Interior, cuja sede foi em Botucatu, também nos Jogos Regionais e o título do Campeonato Paulista, todos em 2005.
Piá atuou pelo mesmo clube, desta vez o mesmo utilizou a alcunha de Santander/Banespa terminou no quarto lugar na Superliga Brasileira  A 2006-07.e em 2006 foi ouro nos Jogos Regionais, vice-campeão nos Jogos Abertos do Interior, realizado em São Bernardo do Campo e também no Campeonato Paulista.Após sete anos  no Banespa, Piá acerta com o Sada/Betim para temporada 2007-08, sendo bronze no Campeonato Mineiro de 2007 e conquistou o título da Copa Bento de 2007 e o quinto lugar na Superliga Brasileira A 2007-08 eleito o quarto Melhor Atacante desta edição.Em maio de 2008 foi convocado para Seleção Brasileira de Novos.
Renovou com o Sada/Betim por mais uma temporada  conquistando o título do Campeonato Mineiro de 2008.Piá disputou em Santa Fé-Argentina pelo Sada/Betim o World Challenge Clube de 2008,ou seja, o Mundial de Clubes , época que não era  chancelado pela FIVB- Federação Internacional de Voleibol, terminando na quarta colocação e na Superliga Brasileira A 2008-09 conquistou o bronze.
Continuou na temporada 2009-10 no voleibol mineiro, desta vez na equipe dos Bonsucesso/Montes Claros  e disputou o título do Circuito Internacional de Vôlei em 2009, sediado em Montes Claros e conquistou o título desta competição.No mesmo ano foi vice-campeonato da Copa Internacional Banco Província  de Vóley  de 2009, realizada em Tortuguitas, na Argentina, também  disputou e obteve o título do Desafio Globo Minas foi vice-campeão mineiro de 2009  e contribuiu para conduzir a equipe até a grande final da Superliga Brasileira A 2009-10, mas obtém o vice-campeonato desta edição.
Transferiu-se para a equipe japonesa do Panasonic Panthers na temporada 2010-11.Piá foi contratado pelo Copra Morpho Piacenza  na temporada 2010-11, e ao disputar a Liga A1 Italiana terminou apenas na décima colocação geral.
Retornou ao Brasil na temporada 2011-12 para defender o Vôlei Futuro já conquistando o vice-campeonato paulista em 2011, ouro tanto nos Jogos Abertos do Interior, na cidade de Mogi das Cruzes quanto nos Jogos Regionais , também foi vice-campeão da Superliga Brasileira A 2011-12.
Na temporada 2012-13 Piá passa a defender a equipe romena do Remat Zalau chegou disputar a Liga dos Campeões por este clube.De volta ao BrAsIl Piá foi novo reforço do Vivo/Minas para temporada 2013-14  e conquistou o vice-campeonato mineiro de 2013 e disputou os playoffs da Superliga Brasileira A 2013-14 classificando as semifinais desta edição.
Na jornada esportiva 2014-15 Ziober Maringá Vôlei para as competições do período esportivo 2014-15 e conquistou o título da Copa Ginástica/Asics Paquetá Esportes de 2014 e alcançou o sétimo lugar na Copa Brasil 2015 e o sexto lugar na Superliga Brasileira A 2014-15, mesmo não sendo titular registrou 130 pontos, destes noventa e sete foram de ataques, vinte e nove de bloqueios e quatro de saques.
Foi contratado pelo Vôlei Brasil Kirin/Campinas para as competições de 2015-16 disputando a correspondente Superliga Brasileira A por este clube.Em 2016 foi vice-campeão da Copa Brasil sediada em Campinas. Encerrando a temporada com o vice-campeonato da Superliga Brasileira A 2015-16  e registrou 185 pontos, destes 154 foram de ataques,  24 de bloqueios e 7 de saques.
Em 2016 foi contratado pelo Police Sports Club/Doha, clube do Qatar para as a reta final da Liga do Qatar e para da Copa Emir e logo após esta rápida passagem, novamente atuará no exterior, desta vez  foi contratado pelo clube argentino do Personal Bolívar para o período esportivo 2016-17.
Repatriado pelo SESI-SP na temporada  2017-18, na seguinte foi atleta do Fiat/Minas e posteriormente atuou no exterior pelo time romeno CS Arcada Galați nas competições de 2019-20.

## Títulos e resultados
- World Challenge Cup: 2008[28]
- Copa Internacional Banco Provincia Vóley:2009[35]
- Circuito Internacional de Vôlei:2009[33]
- Copa Brasil:2016[49]
- Superliga Brasileira A: 2004-05[12]
- Superliga Brasileira A: 2009-10[5], 2011-12[5], 2015-16[50]
- Superliga Brasileira A: 2008-09[29]
- Superliga Brasileira A:2005-06[22]
- Copa Bento:2007[12]
- Grand Prix Brasil de Voleibol: 2004[5]
- Copa Ginástica/Asics Paquetá Esportes:2014[45]
- Desafio Globo Minas:2009[37]
- Campeonato Paulista: 2004[7], 2005[5]
- Campeonato Paulista: 2006[5], 2011[5]
- Campeonato Mineiro:2008 [27]
- Campeonato Mineiro: 2009[5], 2013[5]
- Campeonato Mineiro: 2007[25]
- Jogos Abertos de São Paulo:2004[5], 2005[5], 2011[5]
- Jogos Abertos de São Paulo: 2006[5]
- Jogos Regionais de São Paulo:2005[5], 2006[5], 2011[5]
- Campeonato Brasileiro de Seleções Infanto-Juvenil: 2003[7]
- Campeonato Paulista Juvenil: 2003[7]
- Campeonato Paulista Infanto-Juvenil: 2001[5],2002[5]
- Campeonato Paulista Infantil:2001[5]

## Premiações individuais
- 4º Melhor Atacante da Superliga Brasileira A 2007-08[12]